# Dinara Saduakassova
Dinara Saduakassova (Astaná, 31 de octubre de 1996) es una ajedrecista kazaja. Posee los títulos de Maestra Internacional (MI) y Maestra Internacional Femenina (GMF), otorgados por la FIDE.

## Carrera
Ganó dos veces el Campeonato Mundial Juvenil de Ajedrez, en la categoría de chicas menores de 14 años en 2010 y en la de chicas menores de 18 años en 2014.
Cuando participó en la Olimpiada de Estambul 2012, era, con quince años, la jugadora más joven, y su actuación allí le valió el título de Gran Maestra Femenina. Ese mismo año, compartió el primer puesto en el Abierto de Moscú.
Formó parte del equipo nacional de Kazajistán en cuatro Olimpiadas de Ajedrez Femenino (2008, 2010, 2012 y 2014); en la Olimpiada de 2014, el equipo obtuvo el sexto puesto. Participó en dos Campeonatos Mundiales de Ajedrez Femenino por Equipos (2013 y 2015) y en tres Copas Asiáticas de Naciones (2012, 2014 y 2016); el equipo ganó la medalla de bronce en la Copa Asiática de Naciones 2016 en Abu Dabi. También jugó con un equipo nacional en la Olimpiada Mundial Juvenil de Ajedrez Sub-16 de 2011. En 2015, Saduakassova jugó en el equipo macedonio "Gambit Asseco SEE", que ganó la medalla de plata en la Copa de Europa Femenina de Clubes en Skopie.
En agosto de 2016, Saduakassova ganó el Campeonato Mundial Junior Femenino en Bhubaneswar (India). Participó en el Campeonato Mundial Femenino de Ajedrez 2017, perdiendo ante Dronavalli Harika en la segunda ronda. También obtuvo el título de Maestra Internacional ese año.
En octubre de 2019, recibió su primera norma de gran maestra mientras participaba en el torneo FIDE Chess.com Grand Swiss 2019 con una calificación de torneo de 2650.